# Herman Richir
Pour les articles homonymes, voir Richir et Hamner.
Herman Richir né le 4 décembre 1866 à Ixelles et mort le 15 mars 1942 à Uccle est un peintre et affichiste belge.
Auteur de scènes allégoriques et mythologiques, de nus et de portraits, Herman Richir réalise aussi des affiches sous le pseudonyme de Hamner (anagramme de son prénom), notamment deux chromolithographies publicitaires pour Delhaize de style Art nouveau.

## Biographie

### Famille
Herman Jean Joseph Richir, né le 4 décembre 1866 à Ixelles, est le fils de Pascal Richir, conducteur principal des ponts et chaussées, et de Marie Vostes. Il était marié à Marthe Weber.

### Formation et débuts du peintre
Herman Richir entre à l’Académie des beaux-arts de Saint-Josse-ten-Noode et y reçoit le soutien notamment de Charles Hermans qui lui prodigue de précieux conseils. De 1884 à 1889, il poursuit sa formation à l'Académie royale des beaux-arts de Bruxelles sous la direction de Jean-François Portaels. Déjà lauréat de l’Académie en 1885, Richir se classe, l'année suivante, deuxième au Prix de Rome belge derrière Constant Montald. En 1889, il obtient, au Salon triennal de Gand, une médaille d’or pour son groupe La Famille Ward Meulenbergh, ce qui le situe d’emblée parmi les maîtres du portrait. Sa présence est remarquée aux Salons de Paris en 1889 et 1892, ainsi qu’à l’Exposition internationale de Bruxelles de 1897.

### L'enseignant
D'abord nommé professeur du cours de dessin d’après nature à l’Académie royale des beaux-arts de Bruxelles en 1900, Herman Richir y devient ensuite professeur de peinture de 1905 à 1927. L'enseignement académique aura une grande influence sur nombre de ses élèves dont deux membres éminents du groupe Nervia, Louis Buisseret et Léon Navez.
Tout en continuant l’enseignement, il exerce sporadiquement les fonctions de directeur au sein de la même institution de 1906 à 1927 (1906-1907, 1910-1911, 1915-1919 [en remplacement de Victor Horta], 1925-1927). Il quitte définitivement son poste de directeur en 1927, et se fait remplacer par Victor Horta.

### L'artiste et son œuvre

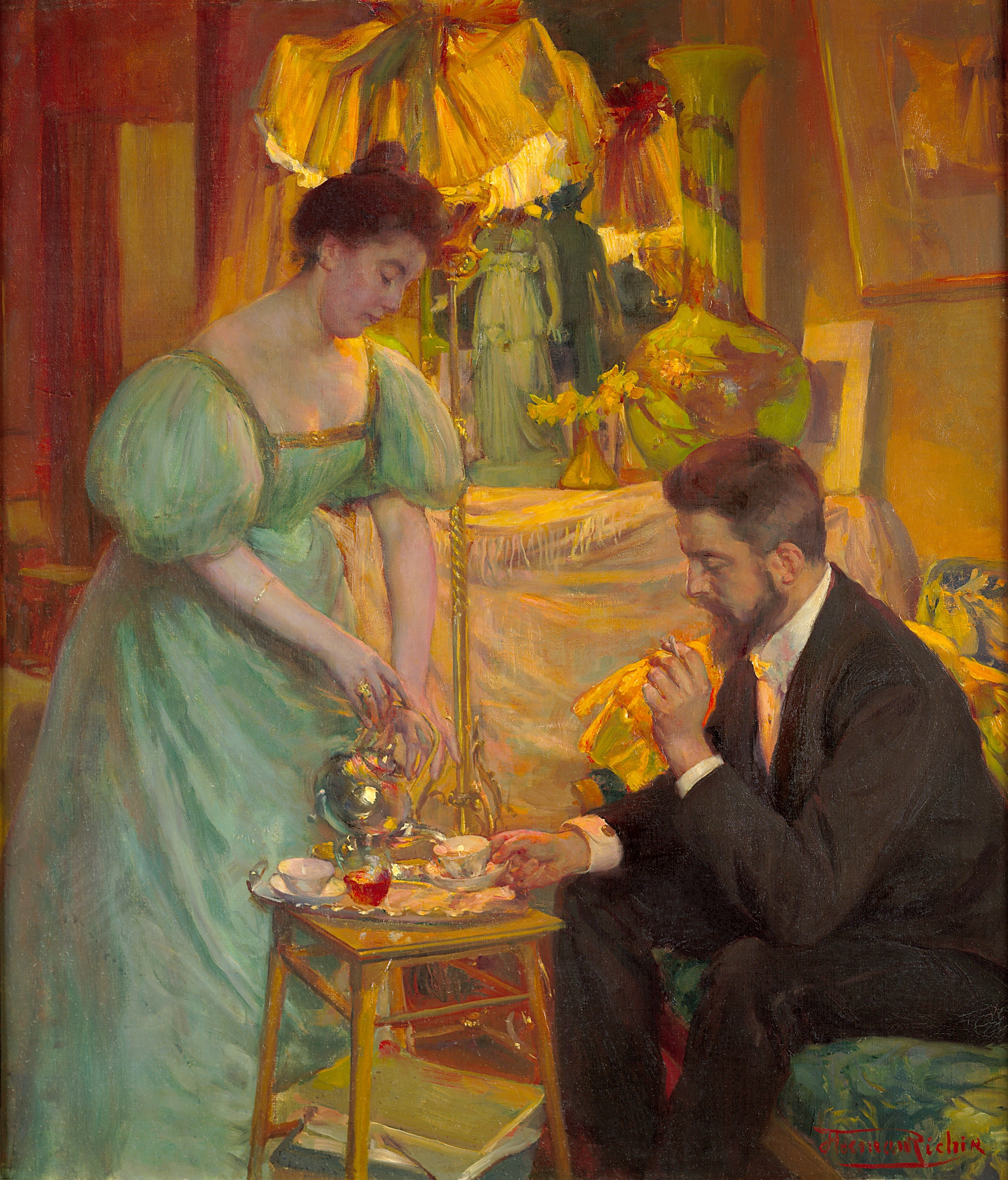
Juliette et Rodolphe Wytsman, Le Thé (vers 1898), musée d'Ixelles.

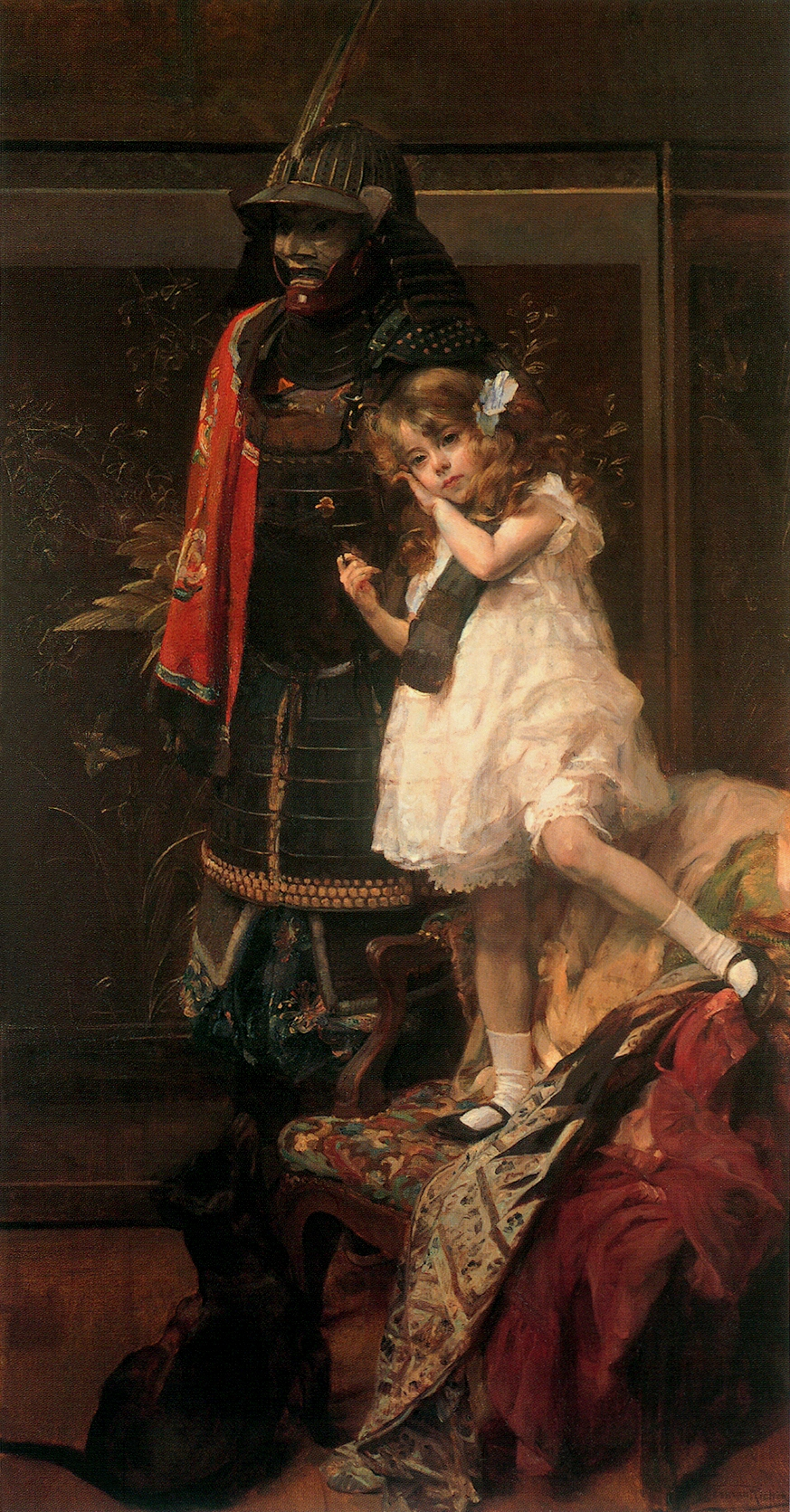
Guerre et Paix (vers 1914), localisation inconnue.

Peintre de scènes allégoriques et mythologiques, de panneaux décoratifs mais aussi lithographe sous le pseudonyme « Hamner », Herman Richir est d'abord et principalement un portraitiste apprécié de la haute société de l’époque et à qui l'on doit notamment plusieurs portraits de la famille royale belge.
Ses toiles font apparaître un trait rigoureusement précis et un grand souci du détail. Il excelle dans la représentation d’élégantes vêtues d’étoffes rares, mais sa juste conception de l’idéal artistique le porte à représenter la femme aussi dans la beauté de sa seule carnation. C’est pourquoi à côté de l’œuvre du portraitiste, il convient de placer celle du peintre de nus. Pour l’artiste, un portrait doit être la reproduction fidèle mais vivante de son modèle. La beauté, à ses yeux, a un sens, un contenu et un réalisme qu’il élève à la dignité d’un dogme. Toujours fasciné par un classicisme traditionnel, Herman Richir glorifie la femme, dont il peint les formes bien équilibrées, aux colorations naturelles. Il est séduit par la féminité et lui voue son admiration au point de la sublimer dans des scènes allégoriques.

« Il peint souvent ses nus de dos et réussit d'une manière surprenante à y introduire non seulement une richesse de nuances de couleurs mais aussi la suggestion de vie et d'action. Dans ce domaine, l'art de Richir reste inégalé. De plus, il ne lui manque ni d'une certaine poésie ni de sensualité. »

— Joost De Geest
Moins connu pour ses natures mortes et comme paysagiste, Richir n’en a pas moins brossé, dans ces genres très différents, des toiles magistrales.
Il peint aussi occasionnellement des œuvres monumentales destinées à décorer les salons et les halls d'entrée des maisons bourgeoises. Il réalise notamment l'ensemble de douze panneaux décoratifs pour le château de Fontaine de Laveleye à Boitsfort.
Il est membre effectif de la Société royale des beaux-arts et fait également partie de la Société nationale des beaux-arts de Paris.
Atteint d'un cancer à l'estomac qui le ronge lentement, Richir poursuivra néanmoins sa carrière de peintre. Il meurt le 15 mars 1942 laissant derrière lui un œuvre important — notamment plus de 400 portraits — réparti dans de nombreux musées, dont ceux de Bruxelles, Anvers, Namur, Genk, Lille, Barcelone, Liverpool, Budapest, Sydney et Seattle.
À la suite de son décès le 15 mars 1942, ses funérailles ont lieu le 18 mars 1942 à l'église Sainte-Thérèse d'Avila de Schaerbeek et il est inhumé au cimetière de Schaerbeek.

## Réception critique
« L'œuvre de Richir est le contraire d'une œuvre révolutionnaire : elle respire l'assurance et la satisfaction du travail bien fait ; elle exalte la beauté tranquille de la nature ou du corps humain et elle rend hommage aux qualités d'efficacité professionnelle ou d'élégance de ses modèles[réf. nécessaire]. »

— Wim Toebosch

« À l’issue d’une exposition d’œuvres d’Herman Richir, quelqu’un complimenta l’artiste mais fit insidieusement cette remarque : " C’est dommage que vous ayez mis là quelques gourgandines vraiment peu vêtues ". Il faudra déplorer la stupidité de cette critique si elle n’avait pas donné naissance, en guise de protestation, à l’une des plus belles œuvres du peintre : Beauté, mon souci. Profession de foi éloquente et réponse qui est bien la plus expressive qui puisse être faite. Rendons grâces, pour cette fois, à la bêtise humaine, d’avoir provoqué l’éclosion d’une belle œuvre d’art. N’est-elle pas d’une harmonie parfaite la ligne de ce corps juvénile ; faut-il admirer plus la perfection du dessin que l’éclat translucide de la couleur ? Sous l’épiderme nacré, un sang jeune circule car c’est un don précieux du peintre que de savoir, par la magie de la couleur, recréer sur la toile ce flux interne qui fait palpiter les chairs…[réf. nécessaire] »

— Georges Bierand

## Œuvres

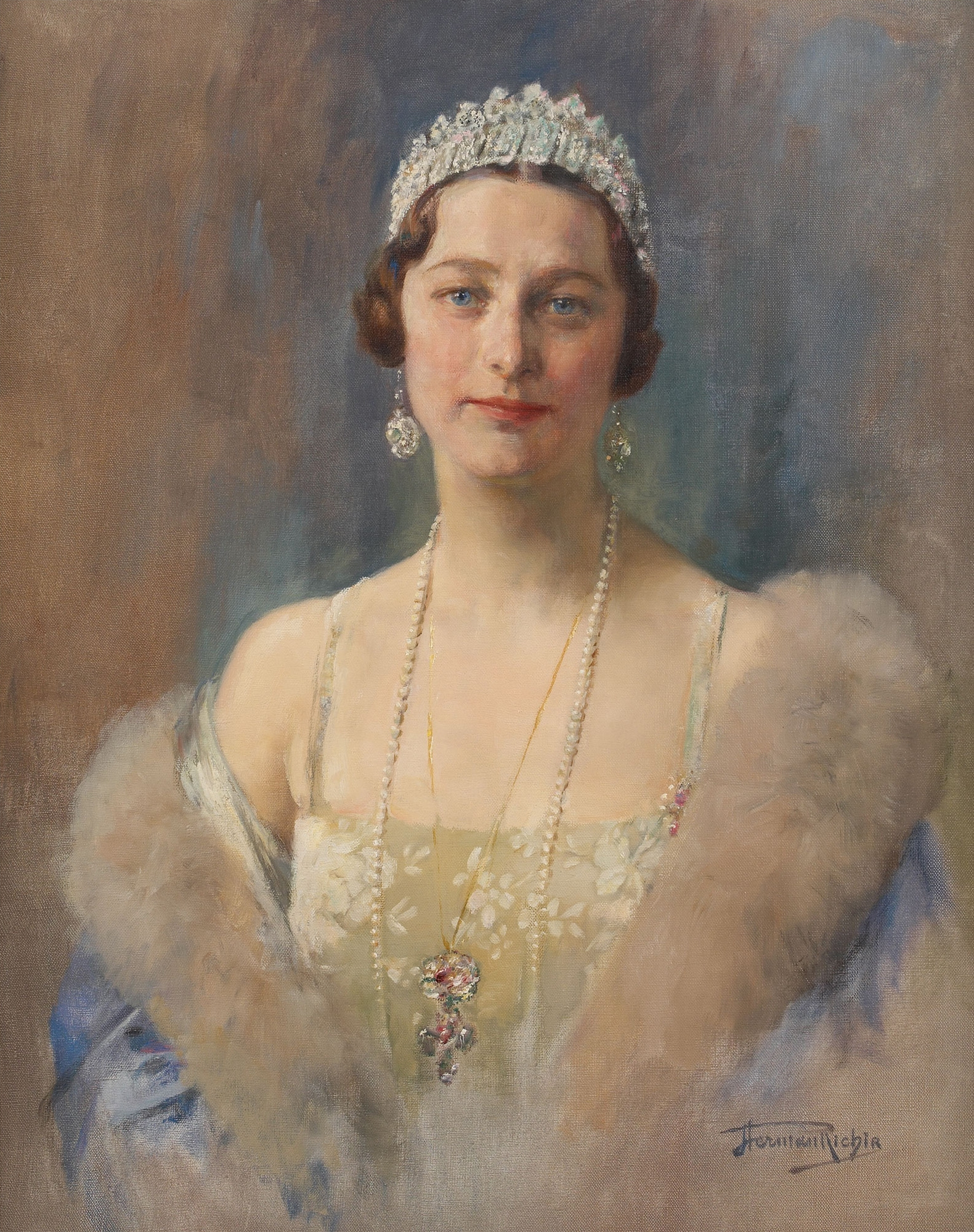
La Reine Astrid, localisation inconnue.

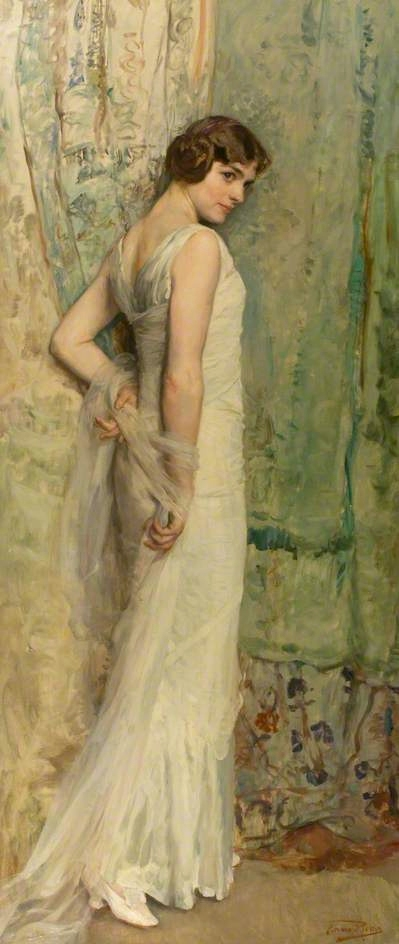
Jeunesse, localisation inconnue.

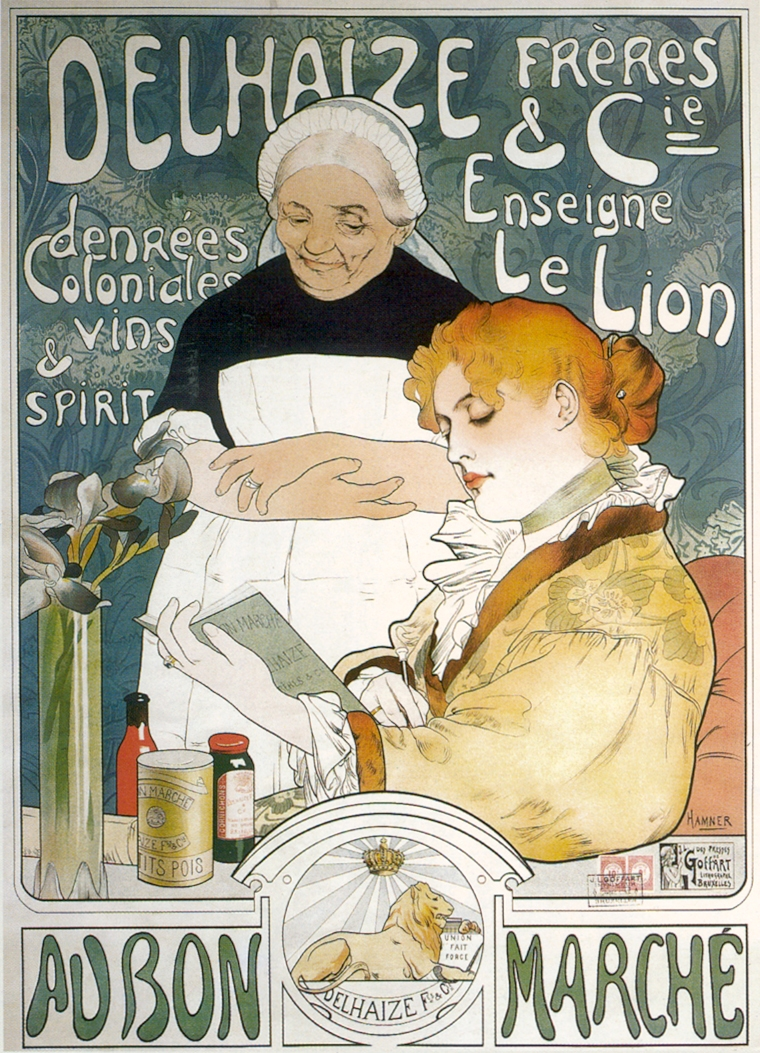
Au Bon Marché (1896), affiche chromolithographiée,.

### Portraits de personnalités
- Henri David, 1891, palais des beaux-arts de Lille.
- Charles Hermans, localisation inconnue[1].
- Eugène Anspach, 5e gouverneur de la Banque nationale de Belgique (1888-1890), 1894, Bruxelles, Banque nationale de Belgique[C 1].
- Alexandre Robert, 1901, Anvers, musée royal des Beaux-Arts[2].
- Le Roi Léopold II de Belgique, palais royal de Bruxelles.
- Le Comte de Flandre, 1906, palais royal de Bruxelles.
- Théophile de Lantsheere, gouverneur de la Banque nationale de Belgique (1905-1918), 1907, Bruxelles, Banque nationale de Belgique.
- Emile Van Doren et sa famille, Genk, Emile Van Dorenmuseum (nl).
- Le Vicomte Alfred Simonis, 1909, président du Sénat belge (1908-1911), Bruxelles, Parlement fédéral belge[3],[D 1].
- Julien Liebaert, ministre d'État et directeur de la Banque nationale de Belgique durant la Première Guerre mondiale, Bruxelles, Banque nationale de Belgique.
- Silvio Ranieri, 1916, Schaerbeek, Maison des Arts[4].
- Le Conseil d'administration de la Banque nationale de Belgique, 1918, Bruxelles, Banque nationale de Belgique[5].
- Le Roi Albert Ier de Belgique et la reine Élisabeth de Belgique, Bruxelles, Banque nationale de Belgique.
- Le Cardinal Mercier, 1923, Saint-Josse-ten-Noode, collections municipales.
- Le Roi Albert Ier de Belgique, Bruxelles, Parlement fédéral belge.
- Le Roi Albert Ier de Belgique et la Reine Élisabeth de Belgique, ancienne collection Samuel Hill, président de la United States Trust Company de Seattle, localisation inconnue.
- La Reine Élisabeth de Belgique, 1930, Bruxelles, Parlement fédéral belge[6].
- La Vicomtesse Terlinden, 1930, Schaerbeek, Maison des Arts[7].
- Émile Digneffe, 1933, bourgmestre de Liège (1921-1927)[D 2] et président du Sénat belge (1932-1934)[D 1] , Bruxelles, Parlement fédéral belge.

### Autres portraits et figures
- La Dame au manteau de velours, Bruxelles, musées royaux des Beaux-Arts de Belgique[8].
- Blanc et noir, dans la tiédeur de l'ombre, Bruxelles, musées royaux des Beaux-Arts de Belgique[9].
- Le Thé. Les peintres Juliette et Rodolphe Wytsman, vers 1896, musée communal des Beaux-Arts d'Ixelles.
- La Femme en rouge, Arlon, musée Gaspar.
- Fraîcheur printanière, Saint-Josse-ten-Noode, musée Charlier.
- Le Bijou, Schaerbeek, maison Autrique.
- La petite Amazone, Detroit Athletic Club (en).
- Beauté, mon souci, localisation inconnue[10].

### Œuvres décoratives
- La Fontaine d'Amour, 1919, hôtel communal de Schaerbeek[11].
- Le Travail, 1919, hôtel communal de Schaerbeek[12].
- Le Repos, 1919, hôtel communal de Schaerbeek[13].

### Paysages
- Marais près de Genk, Genk, musée communal Emile Van Doren (nl).
- Paysage avec étang, Arlon, musée Gaspar, collection de l'Institut archéologique du Luxembourg.
- Orée d'un bois au bord d'un lac, Arlon, Musée Gaspar, collection de l'Institut archéologique du Luxembourg[14].

### Affiches
- À-La-Belle-Jardinière. Chicorée - Tapioca, Émile Staelens, Gand, Impr. J.L. Goffart[15].
- Trianon du Bois de la Cambre. Restaurant, succursale, Bruxelles, 34, Marché aux herbes, 1896, Impr. J.L. Goffart[16].
- Au Bon Marché. Denrées coloniales, vins & spirit, 1896, Delhaize Frères & Cie, Impr. J.L. Goffart[17].
- Au Bon Marché. Le café, 1896, Delhaize Frères & Cie, Impr. J.L. Goffart[18].

Œuvres d'Herman Richir
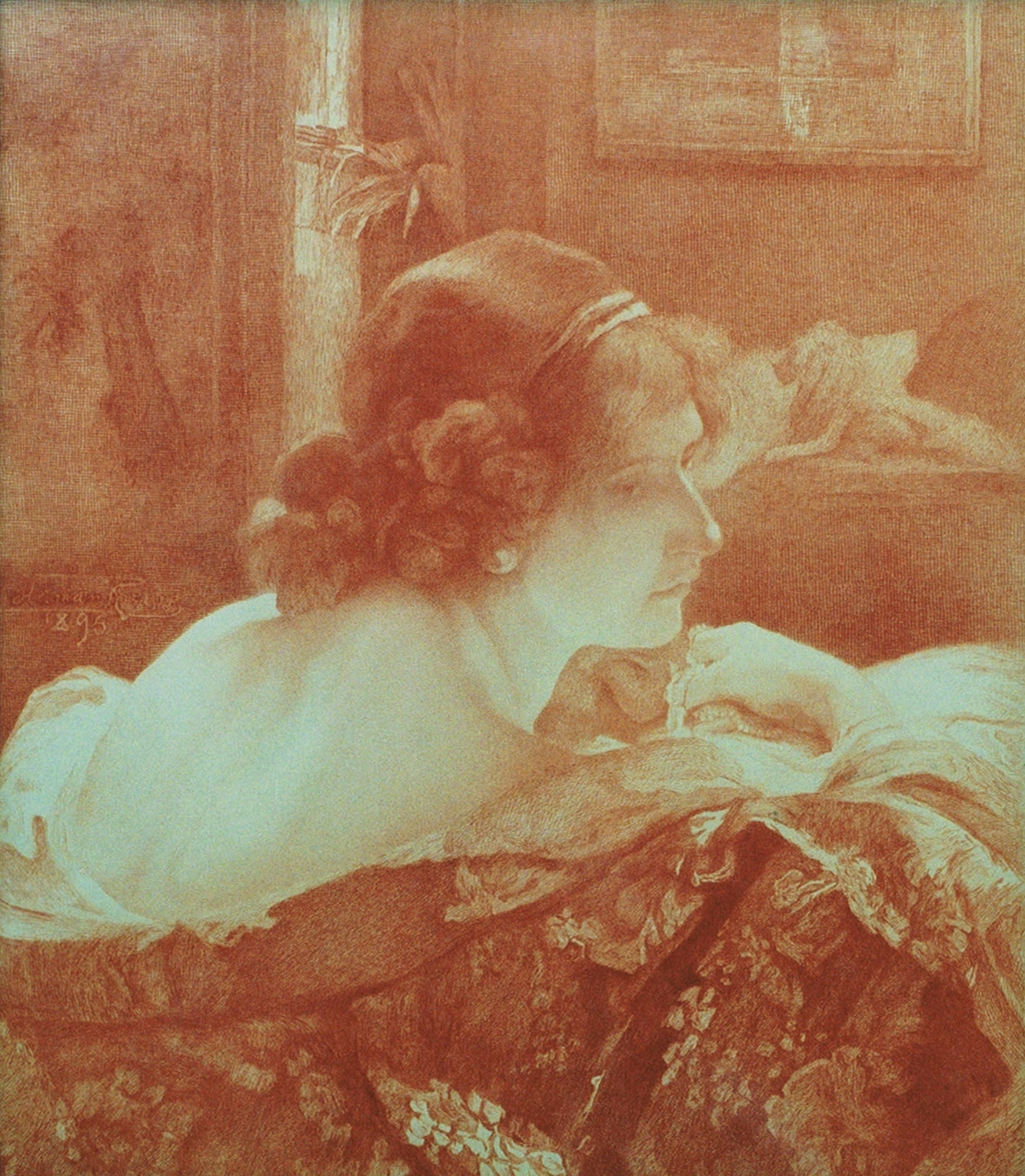
Dame sur un sofa (1895), localisation inconnue.
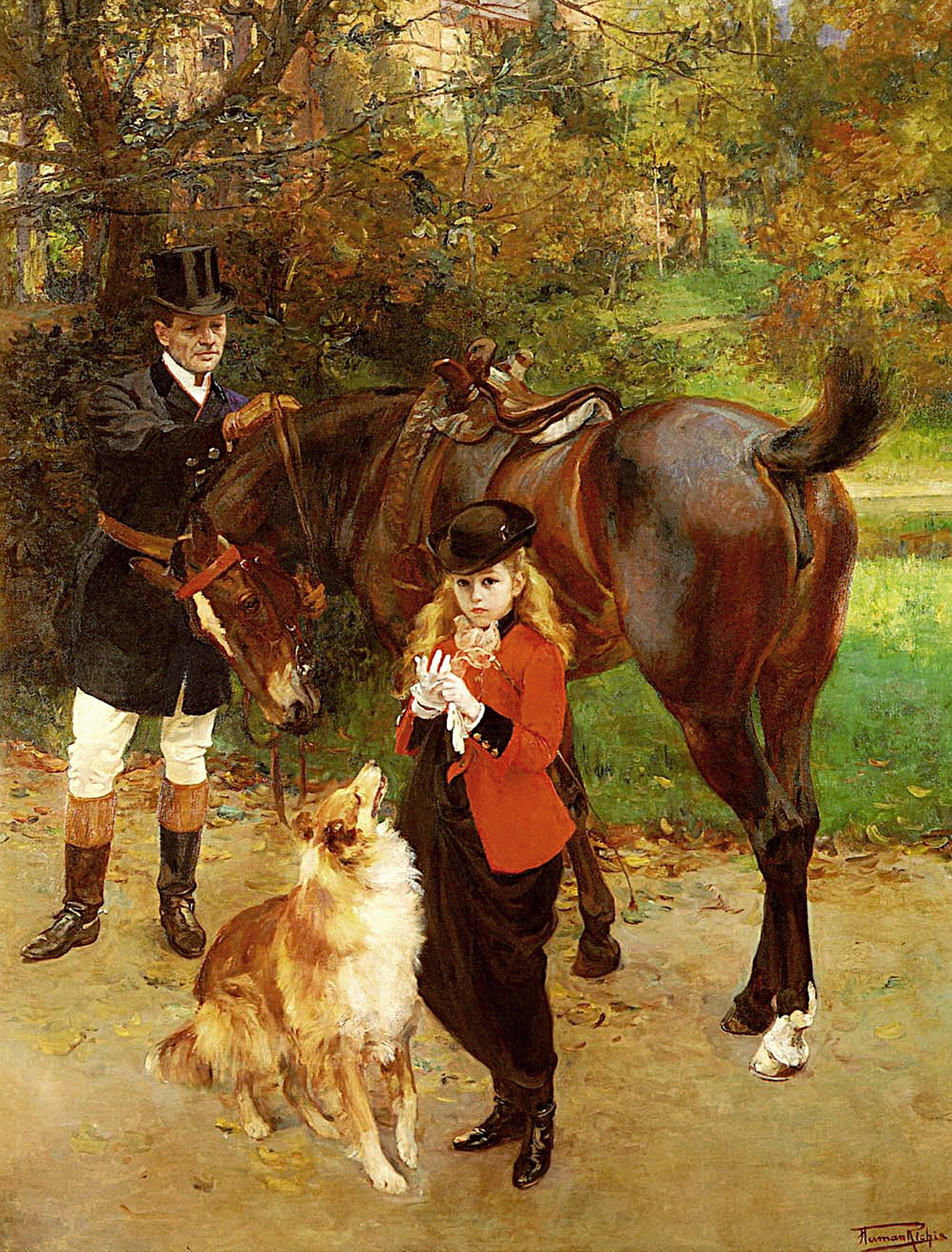
La petite Amazone (vers 1900), localisation inconnue.
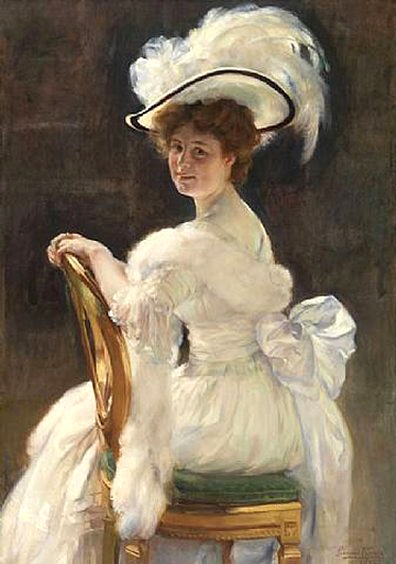
Portrait de Germaine Le Blon (1908), localisation inconnue.
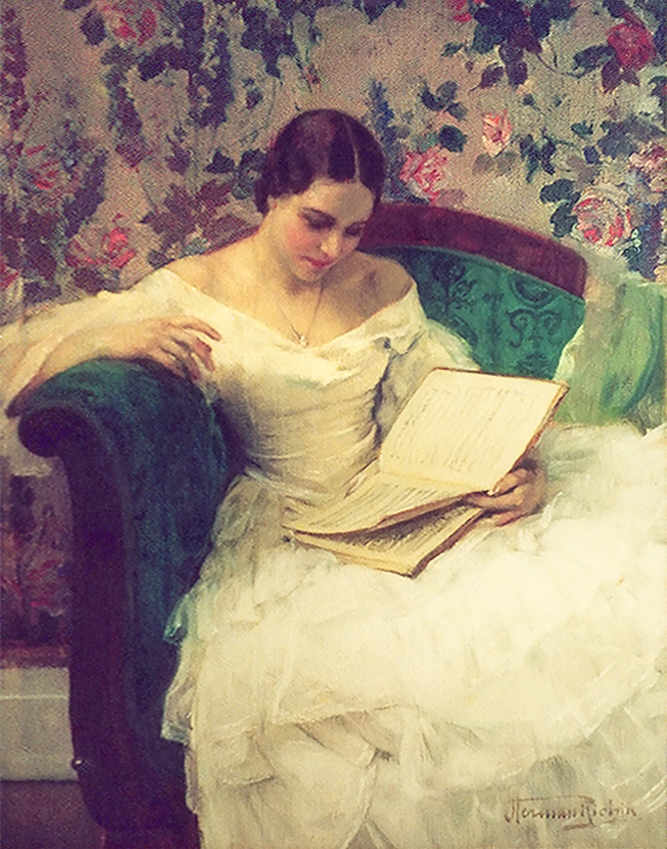
La Partition (vers 1910), localisation inconnue.
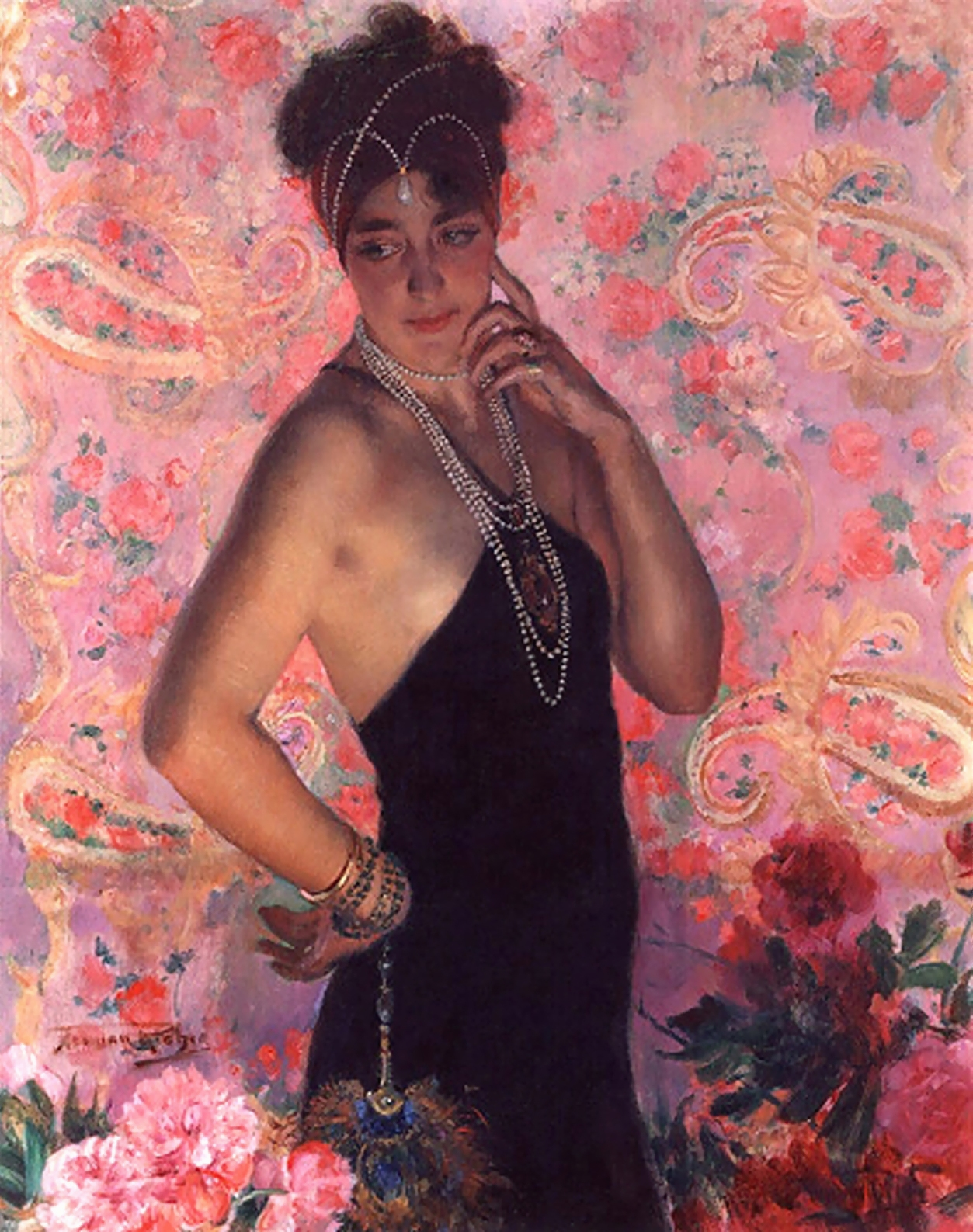
La Dame aux perles (vers 1918), localisation inconnue.
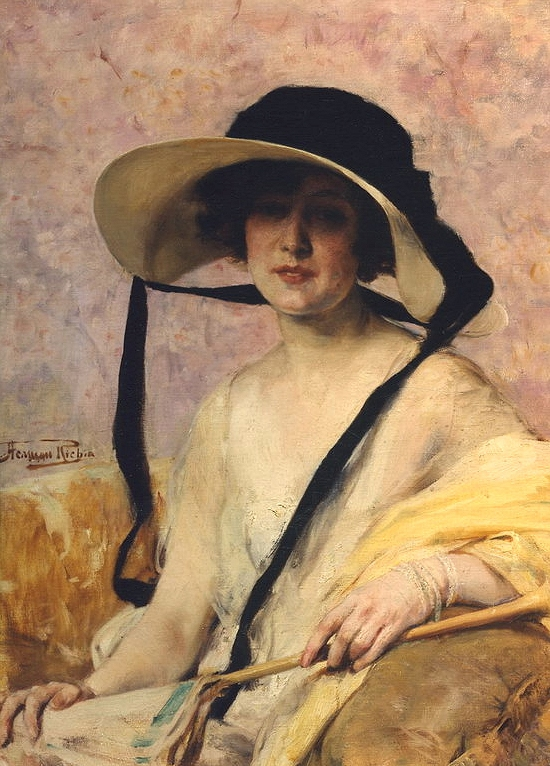
Fraîcheur printanière, Bruxelles, musée Charlier.
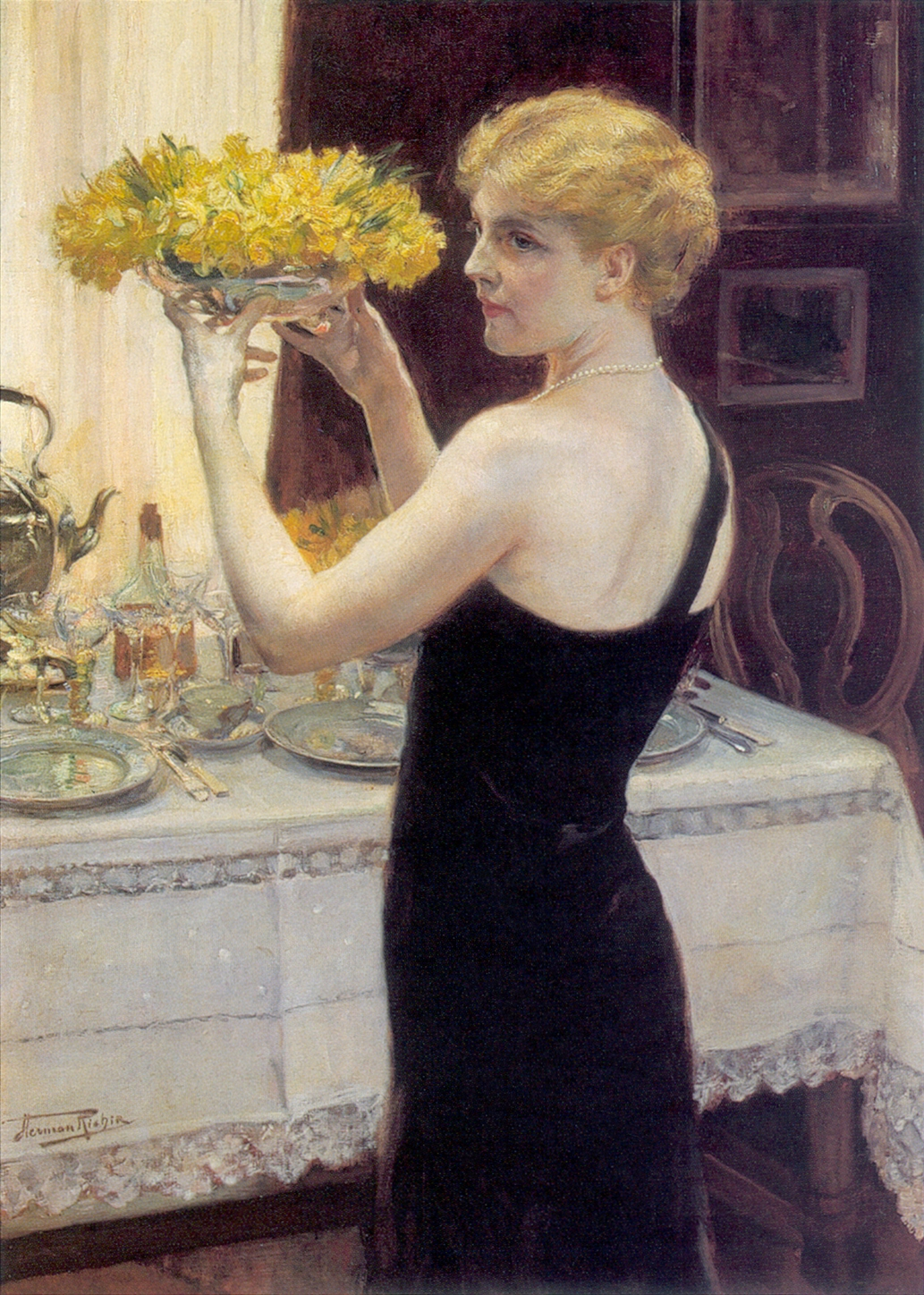
Les Apprêts de la soirée (vers 1920), localisation inconnue.
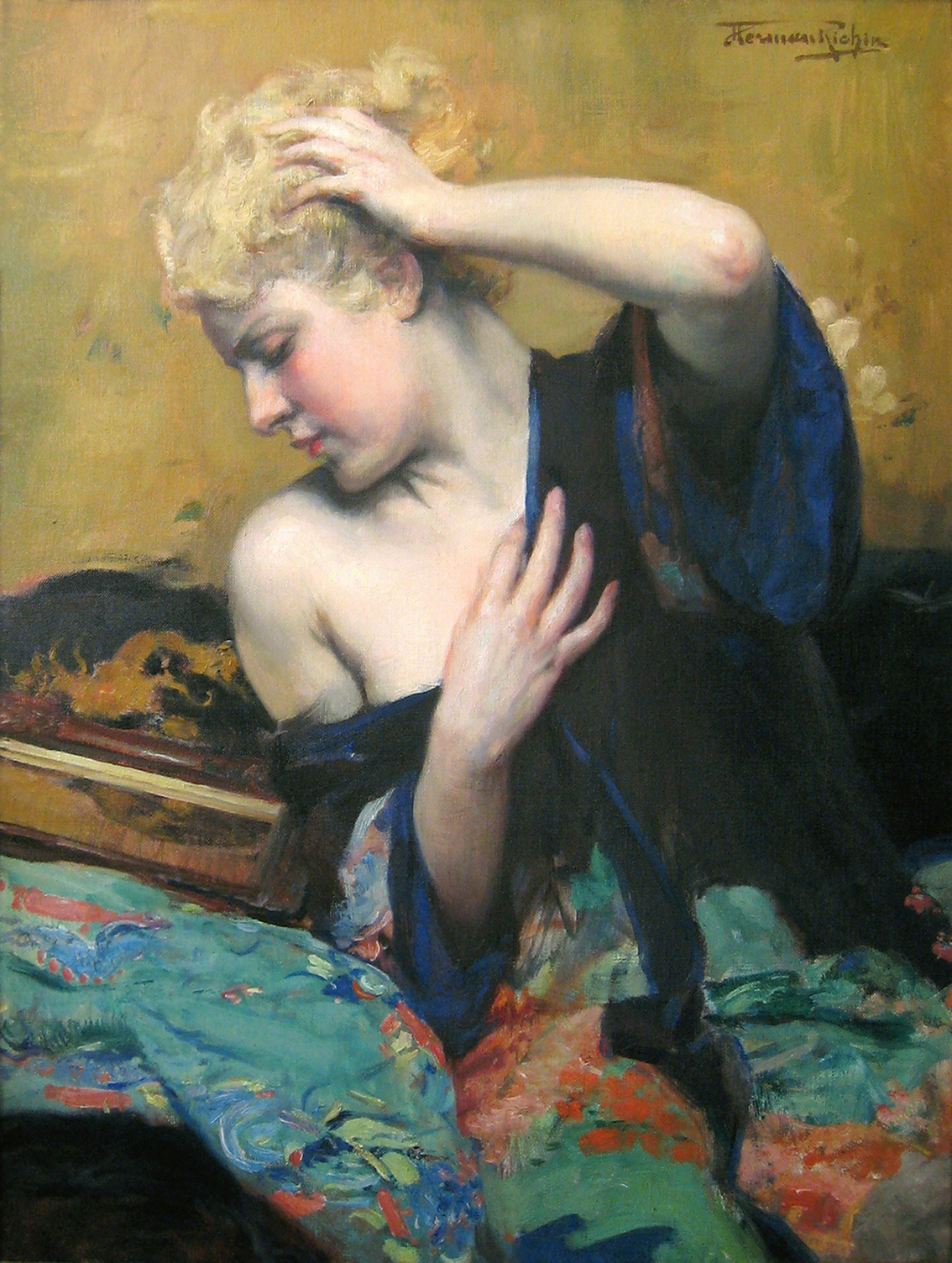
Le petit miroir (vers 1925), localisation inconnue.
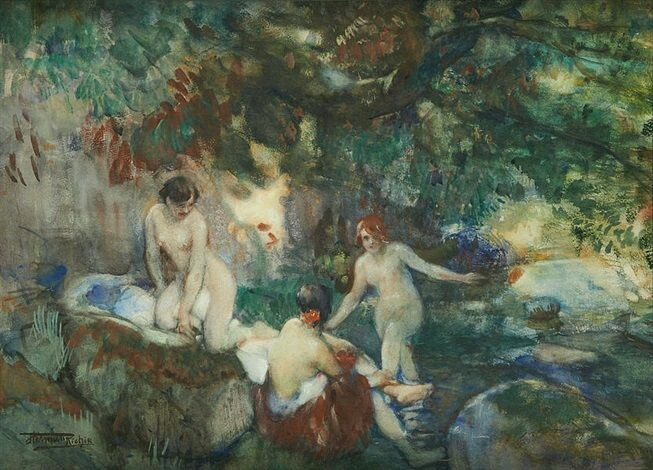
Les Baigneuses, localisation inconnue.
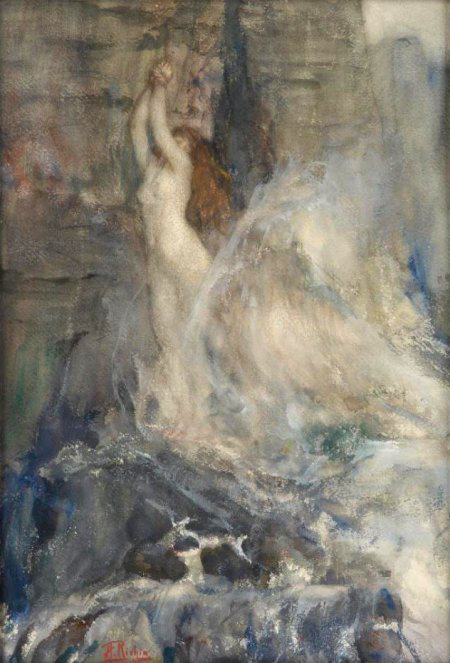
Andromède, localisation inconnue.
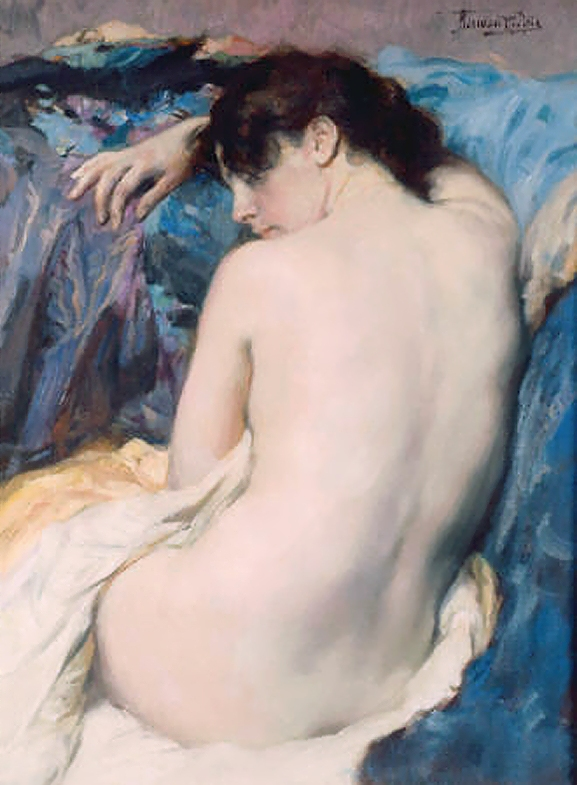
Rêves bleus, localisation inconnue.

## Hommages
Herman Richir résida longtemps à Schaerbeek, où il habita successivement les immeubles situés au 365, avenue Rogier, au 174, rue de la Consolation et surtout au 42, rue Thomas Vinçotte dans la maison-atelier construite en 1885 pour le peintre Georges Saint-Cyr. C'est cette fidélité à la commune bruxelloise qui lui valut l'honneur d'y avoir une rue à son nom.

## Distinctions
- Commandeur de l'ordre de Léopold II.
- Officier de l'ordre de Léopold.
- Officier de l'ordre de la Couronne.
- Croix civique de 1ère classe.